# Museumswerft Flensburg

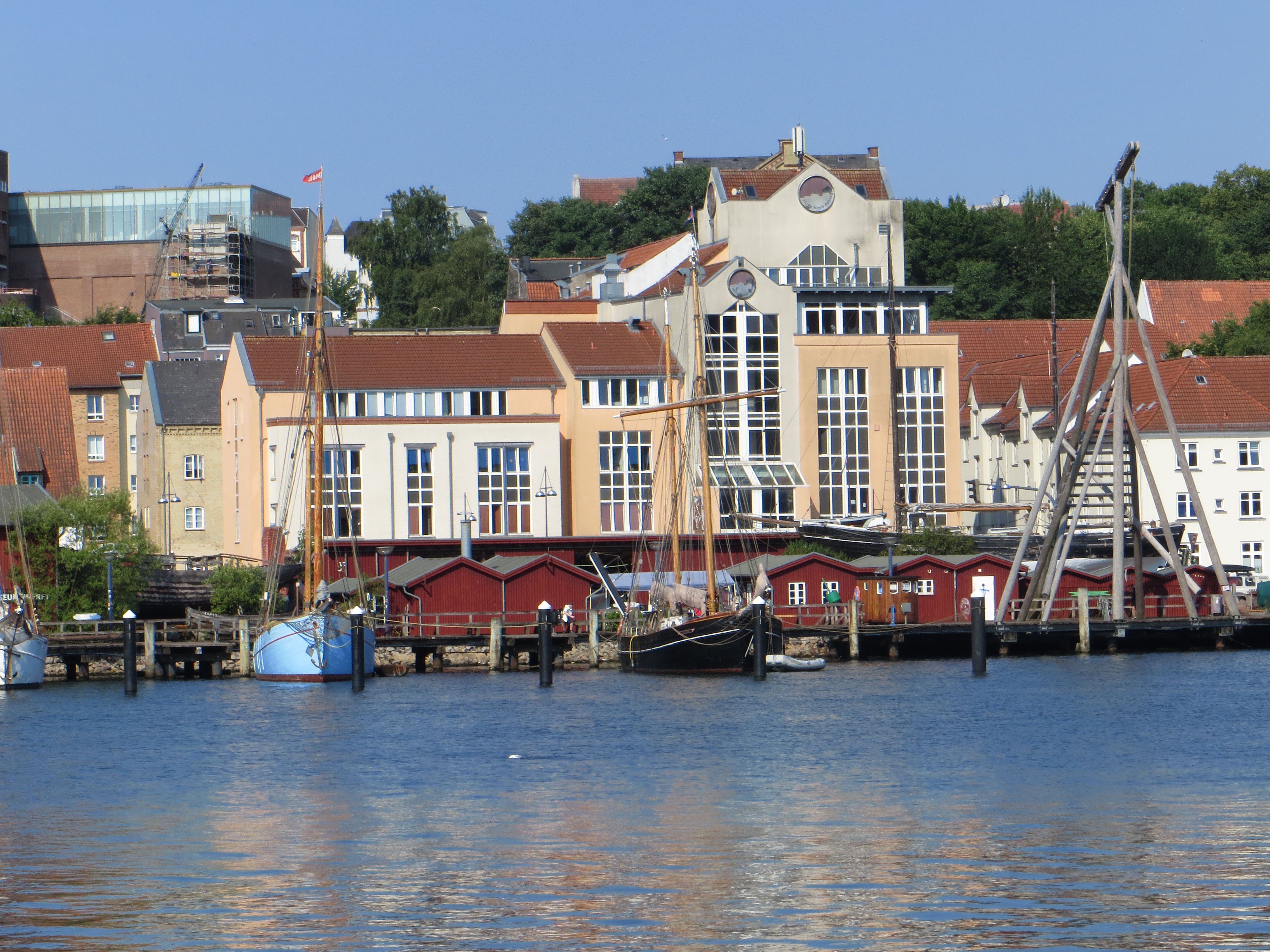
Museumswerft in Flensburg (Juli 2018)

Die Museumswerft Flensburg wurde 1996 am Flensburger Hafen gegründet. Zwischen 1996 und 2001 zog sie mehrfach um. Doch seit 2001 liegt sie nun wieder an ihrem Gründungsort (Schiffbrücke 43). Sie besteht als gemeinnützige GmbH und wird außerdem von einem Förderverein unterstützt.
In der Museumswerft Flensburg werden Segel- und Arbeitsboote gebaut und restauriert, wie sie vor 100 bis 200 Jahren im Ostseeraum zu sehen waren. Es wird der Werftalltag der Vergangenheit dargestellt und es werden Kurse im Umgang mit den alten Werkzeugen angeboten. Außerdem bauen immer wieder Jugendliche als Projekt ihre eigenen Schiffe.

## Galerie

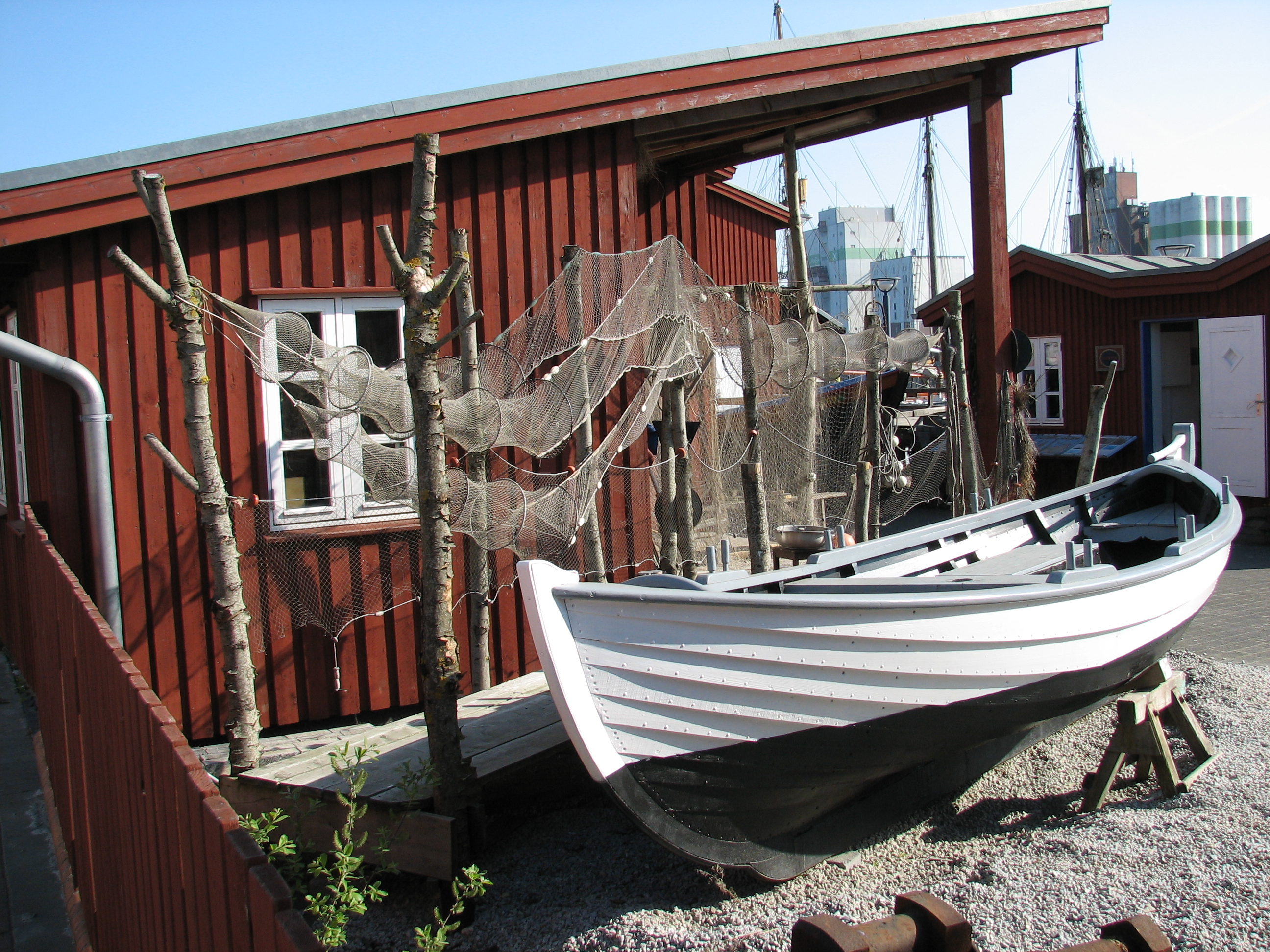
Fischerboot und -netze
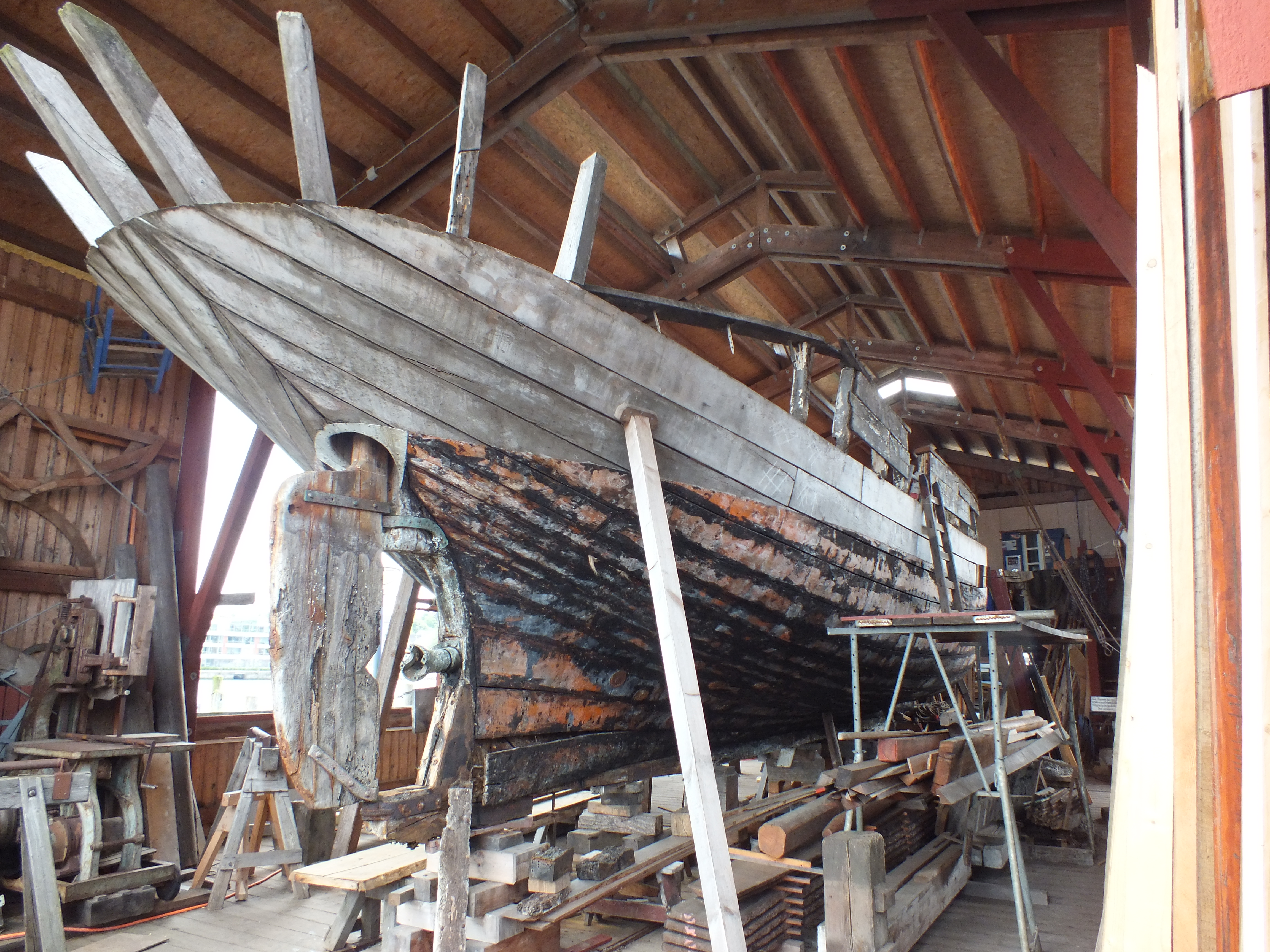
Wiederaufbau von Booten
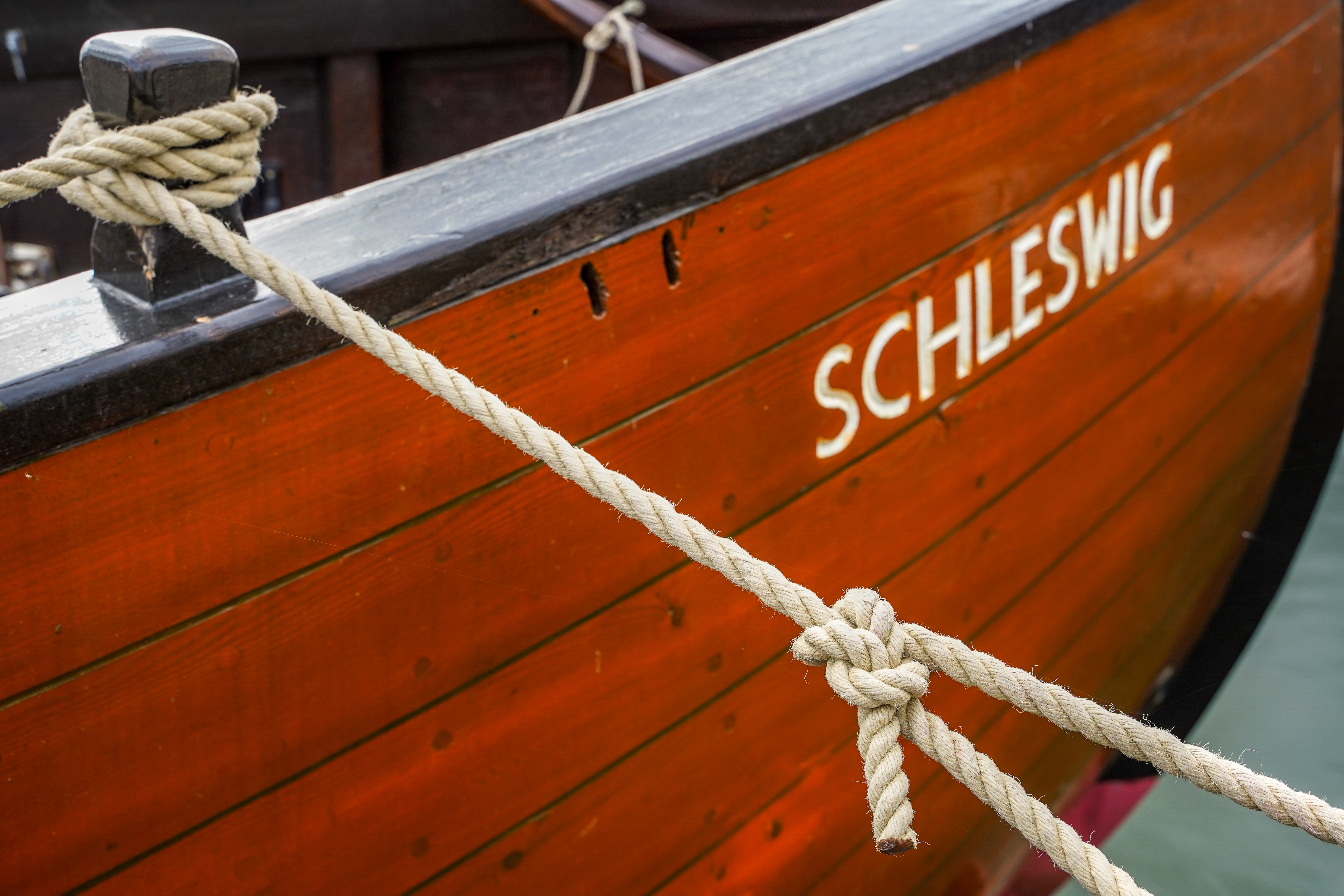
Nachbau des Jesus-Bootes für das Bibelzentrum Schleswig